# 埃弗拉因·里奧斯·蒙特
何塞·埃弗拉因·里奧斯·蒙特（西班牙語：José Efraín Ríos Montt，西班牙語發音：[efɾaˈin ˈri.os ˈmont]；1926年6月16日—2018年4月1日），獨裁者、前危地馬拉總統、軍方將領、前國會議員。2013年5月，86歲的蒙特被危地馬拉本國法院以群體滅絕和反人類罪定罪，判處80年徒刑，英國廣播公司及美聯社、路透社指出这是歷史性的判決：第一次有前国家领导人被本國法庭判决犯下群體滅絕的罪行。

## 軍事與政治生涯
他在1946年以軍校生開啟了軍旅生涯。1982年3月23日，當時擔任軍方將領的里奧斯·蒙特通過政變獲得政權。然而，他在1983年8月8日一場由他的國防部長奧斯卡溫貝托·梅希亞·維克 所發動的政變中被推翻而下台。2003年 ，他代表危地馬拉共和陣線（FRG）角逐總統大選落敗。2007年，里奧斯·蒙特，以國會議員職務再任政治公職，並因此獲得刑事起訴豁免，包括一場長期進行的戰爭罪訴訟，里奧斯·蒙特和他的內閣成員被指控在總統任內犯下了戰爭罪。 2012年1月14日，當他的議員任期結束後，起訴豁免也因此終結 。

## 群體滅絕罪行
2012年1月26日，蒙特在危地馬拉本國法庭上被正式指控犯有群體滅絕和反人類罪。2013年5月9日，86歲的蒙特被判兩罪成立，分別判處50年、30年，合計80年徒刑。
在危地馬拉36年內戰動盪期間（1960年至1996年的），各方勢力交戰，導致至少25萬人因內戰喪生。兩個月的審判期間，近百名受害者出庭作證，檢察官指控，里奧斯‧蒙特在內戰期間，犯下血腥的種族屠殺和反人類的戰爭罪行。尤其，里奧斯‧蒙特在總統任內（1982年~1983年），為了剷除叛軍，被指控派兵屠殺基切省內可能協助叛軍的伊西爾（Ixil）馬雅原住民，蒙特被指控放任軍方犯下強姦、凌虐、酷刑、縱火等惡行，且對屠村視而不見。
蒙特在法庭上為自己辯護，認為自己是無辜的，因為「並不知道軍隊犯下大屠殺的情形」、「從未下令群體滅絕」、「對戰場上發生的事沒有控制權」；但法官巴里奧斯（Yassmin Barrios）在法庭上表示「蒙特知悉每件發生的事情…但他沒有制止，儘管蒙特擁有這樣的權力來阻止它」。在判決後，蒙特被勒令入獄，蒙特表示將提起上訴。
國際特赦組織讚許這項判決是近十年來最具正義代表性的審判。1992年諾貝爾和平獎得主、危地馬拉籍原住民女性里戈韦塔·门楚在法庭聆聽判決後表示：「這場屠殺在多年以來，一直被認為是謊言，但今天法庭判定它是真的。」
法官還要求政府行政部門向國會提交法案，宣布以3月23日作為全國的「反對種族滅絕日」，並建立博物館、紀念碑，以紀念受害者。